# 루나스케이프
루나스케이프(Lunascape)는 일본 도쿄의 기업 루나스케이프가 만든 웹 브라우저이다.

## 특징
루나스케이프는 세 개의 렌더링 엔진을 포함하고 있는 독특한 브라우저이다. 세 개의 렌더링 엔진은 모질라 파이어폭스에 사용되는 게코, 구글 크롬과 애플 사파리에 사용되는 웹키트, 인터넷 익스플로러에 사용되는 트라이던트이다. 사용자는 세 개의 렌더링 엔진을 끊김없이 바꾸어 사용할 수 있다.

## 같이 보기
- 레이아웃 엔진
  - 게코
  - 블링크
  - 트라이던트
- 웹 브라우저
  - 모질라 파이어폭스
  - 구글 크롬
  - 사파리
  - 인터넷 익스플로러